# La casa de los espíritus (serie de televisión)
La casa de los espíritus es una próxima serie dramática basada en la novela homónima de 1982 escrita por Isabel Allende. Se desarrolla en un país latinoamericano ficticio y sigue la historia de la familia Trueba a lo largo de varias generaciones, abordando temas como el poder, la memoria, los vínculos familiares, la espiritualidad y los cambios sociales y políticos.
La serie se estrenará en la plataforma de streaming Prime Video y contará con ocho episodios. Fue filmada en Chile y se encuentra producida por FilmNation Entertainment en colaboración con la productora chilena Fábula. Isabel Allende participa como productora ejecutiva junto a Eva Longoria, y la dirección general está a cargo de Francisca Alegría, Fernanda Urrejola y Andrés Wood.

## Argumento
La trama se centra en Esteban Trueba, un hombre determinado a consolidar su poder económico y político, y Clara del Valle, una joven con dones sobrenaturales. A través de los años, sus descendientes enfrentan tensiones familiares, conflictos sociales y transformaciones profundas que marcan el rumbo de sus vidas. La historia recorre diversas etapas de la historia del país desde una perspectiva íntima y mágica, inspirada por el realismo mágico característico de la obra original.

## Elenco
Principal
- Alfonso Herrera como Esteban Trueba
- Nicole Wallace y Dolores Fonzi como Clara del Valle (en diferentes etapas)
- Fernanda Castillo como Férula Trueba
- Juan Pablo Raba como Tío Marcos

Reparto adicional
Aline Küppenheim, Eduard Fernández, Fernanda Urrejola, Maribel Verdú, Pablo Macaya, Nicolás Francella, Antonia Zegers, Catalina Saavedra, Amparo Noguera, Nicolás Contreras, Sara Becker, Emilio Edwards, Rochi Hernández, Chiara Parravicini, Pedro Fontaine y Noelia Coñuenao.

## Producción
La serie fue rodada íntegramente en Chile y en idioma español. La ambientación recrea distintos paisajes rurales y urbanos que acompañan las distintas etapas históricas retratadas en la trama. La participación de Fábula, productora conocida por obras como Una mujer fantástica, aporta un enfoque narrativo y visual distintivo.

## Estreno
La fecha exacta aún no ha sido anunciada. Se espera que La casa de los espíritus esté disponible próximamente en Prime Video en más de 240 países y territorios.